# 郭兰峰
郭兰峰（1964年11月—），男，汉族，山东招远人，中华人民共和国政治人物。曾任中华人民共和国国家发展和改革委员会党组成员（副部长级）。现任中国经济体制改革研究会会长